# John William Strutt
John William Strutt, 3. baron Rayleigh, Lord Rayleigh (ur. 12 listopada 1842 w Langford Grove, zm. 30 czerwca 1919 w Witham) – brytyjski fizyk, profesor Uniwersytetu w Cambridge (1879–1887) i Uniwersytetu w Londynie (od roku 1887), laureat Nagrody Nobla w dziedzinie fizyki w roku 1904 „za badania nad gęstością najważniejszych gazów i odkrycie argonu”. W 1903 odznaczony Pour le Mérite za Naukę i Sztukę.

## Życiorys
Urodzony w Langford Grow w hrabstwie Essex, najstarszy syn Johna Strutta, 2. barona Rayleigh i Clary Vicars, córki kapitana Richarda Vicarsa. W dzieciństwie często chorował. Naukę rozpoczął w Harrow School. Później studiował matematykę na Trinity College w Cambridge. W roku 1865 uzyskał tytuł bakałarza, a w roku 1868 – Master of Arts. Został też przyjęty do Stowarzyszenia Trinity. Pozostawał w Stowarzyszeniu do lipca 1871 roku.
Po śmierci ojca w roku 1873 odziedziczył tytuł barona Rayleigh wraz z prawem do zasiadania w Izbie Lordów, poświęcił się jednak karierze naukowej. 12 czerwca 1873 roku został przyjęty do Towarzystwa Królewskiego. W latach 1885–1896 pełnił funkcję jego sekretarza, a w latach 1905–1908 – prezesa. Od 1895 był członkiem zagranicznym Królewskiej Holenderskiej Akademii Sztuk i Nauk.
W latach 1879–1887 był profesorem fizyki (Cavendish Professor of Physics) w Cambridge. Od roku 1887 wykładał na Uniwersytecie Londyńskim.

## Obszar badań
Prowadził prace badawcze z zakresu gęstości gazów, promieniowania cieplnego, dokładnego oznaczenia jednostek elektrycznych i inne. W 1894 r. razem z Williamem Ramseyem odkrył argon. Opisał m.in. zjawiska rozpraszania światła na cząsteczkach mniejszych od długości jego fali (tzw. rozpraszanie Rayleigha) oraz fale powstające przy trzęsieniach ziemi (tzw. fale Rayleigha). Jego imieniem nazywane jest kryterium pozwalające odróżnić od siebie dwie linie widmowe światła.

## Wyróżnienia, odznaczenia i upamiętnienie
Za swoje badania otrzymał wiele odznaczeń: Royal Medal (1882 r.), Medal Mateucciego (1894 r.), Medal Copleya (1899 r.) i Medal Rumforda (w latach 1914 i 1920 – pośmiertnie). Lord Rayleigh został również laureatem Nagrody Nobla w dziedzinie fizyki w roku 1904 „za badanie gęstości większości znanych gazów i odkrycie argonu”. Na jego cześć zostały nazwane kratery na Marsie i Księżycu.

## Życie osobiste
19 lipca 1871 roku poślubił Evelyn Georgiana Mary Balfour (zm. 7 kwietnia 1934), córkę Jamesa Maitlanda Balfoura i lady Blanche Gascoyne-Cecil, córki 2. markiza Salisbury, siostry polityka Arthura Balfoura. John i Evelyn mieli czterech synów:
- Robert John Strutt (28 sierpnia 1875 – 13 grudnia 1947), 4. baron Rayleigh
- wiceadmirał Arthur Charles Strutt (2 października 1878 – 10 lutego 1973), komandor Orderu Imperium Brytyjskiego, adiutant króla Jerzego V, ożenił się z Irene de Brienen, nie miał dzieci
- Julian Balfour Strutt (16 sierpnia 1880 – 4 września 1886)
- William Maitland Strutt (20 lipca 1886 – 22 listopada 1912)

Lord Rayleigh zmarł w 1919 r. w Witham w hrabstwie Essex. Tytuł barona odziedziczył jego najstarszy syn.